# Rob Hulse
Rob Hulse (Crewe, 25 ottobre 1979) è un ex calciatore inglese, che giocava come attaccante.

## Carriera
Ha giocato più di 150 partite in Championship.

## Palmarès

### Individuale
- Squadra dell'anno della PFA: 1

2002-2003 (Division Two)